# Selenia alciphearia
Selenia alciphearia là một loài bướm đêm trong họ Geometridae.